# Naturschutzgebiet Bremecke-Quellrinnsal
Das Naturschutzgebiet Bremecke-Quellrinnsal mit einer Größe von 10 ha liegt nördlich von Elpe im Stadtgebiet von Olsberg im Hochsauerlandkreis. Das Gebiet wurde 2004 mit dem Landschaftsplan Olsberg durch den Hochsauerlandkreis als Naturschutzgebiet (NSG) ausgewiesen.

## Gebietsbeschreibung
Beim NSG handelt es sich um den Rotbuchenwald mit Quellrinnsal und bis zu 8 m hohem Felsband.

## Schutzzweck
Im NSG soll der dortige Waldgebiet und der Bach geschützt werden. Wie bei allen Naturschutzgebieten in Deutschland wurde in der Schutzausweisung darauf hingewiesen, dass das Gebiet „wegen der Seltenheit, besonderen Eigenart und Schönheit des Gebietes“ zum Naturschutzgebiet wurde.